# Death of a Dynasty
Pour plus de détails, voir Fiche technique et Distribution.
Death of a Dynasty est une comédie de Damon Dash sortie en 2003. Ce film est une satire de l'univers du hip-hop américain et est surtout centré sur les affaires internes du label Roc-A-Fella Records que Damon Dash a créé en 1995 avec Jay-Z et Kareem « Biggs » Burke. De nombreux artistes du label font des apparitions dans le film ainsi que d'autres rappeurs américains.

## Synopsis
Le jeune journaliste David Katz travaille pour le célèbre magazine de hip-hop The Mic. Il est envoyé en mission dans le label indépendant de hip-hop américain Roc-A-Fella Records, fondé par Damon Dash et co-géré par le rappeur star Jay-Z. Sa patronne le charge de découvrir les dessous de cet empire...

## Fiche technique
- Réalisation : Damon Dash
- Scénario : Adam Moreno
- Musique : Ron Feemster
- Lyrics : Jay-Z
- Directeur artistique : Jan Baracz et Gonzalo Cordoba
- Décors : Cecil Gentry
- Costume : Sarah Beers
- Photo : David Daniel
- Montage : Chris Fiore
- Producteur : Steven C. Beer, Damon Dash
- Distribution : TLA Releasing
- Pays :  États-Unis
- Langue : anglais
- Dates de sortie : 
  - États-Unis : 7 mai 2003
  - France : 18 mai 2003

## Distribution
- Ebon Moss-Bachrach : David « Dave » Katz
- Capone : Damon « Dame » Dash
- Loon : Turk
- Robert Stapleton : Jay-Z / Bootlegger 1 / Hot Boy 1 / / A1 / le gay
- Rashida Jones : Layna Hudson
- Damon Dash : Harlem
- Chloë Sevigny : fille sexy 1
- Kari Wuhrer : fille sexy 2
- Jamie-Lynn Sigler : fille sexy 3
- Beanie Sigel: lui-même
- Adam Moreno : A&R / Hipster / Lew Chaplin (crédité sous le nom de Mr. Blue)
- Lorraine Bracco : une des chanteuses du groupe Enchante
- Alina Văcariu : la fille de l'escorte
- James Toback : Lyor Cohen
- Gerald Kelly : Funkmaster Flex / Biggs / l'homme énervé
- Devon Aoki : Picasso
- Kevin Hart: P. Diddy / Flic 1 / coach de danse / Hyper Rapper / H. Lector
- Mark Ronson : ingénieur
- Drena De Niro : une membre du staff
- Flavor Flav : lui-même
- Peter Sarsgaard : Brendon III
- Jam Master Jay : le vieux rappeur 1 (crédité sour le nom de Jason Mizell)
- D.M.C. : le vieux rappeur 2 (crédité sour le nom de Darryl McDaniels)
- Kid Capri : le DJ à la fête
- Carson Daly : lui-même
- Sean John Combs: lui-même
- Walt Frazier : lui-même
- Rell : lui-même
- Riddick Bowe : lui-même
- Jay-Z : lui-même
- Cam'ron : lui-même
- M.O.P. : eux-mêmes
- State Property : eux-mêmes
- Q-Tip :'lui-même
- Busta Rhymes : lui-même
- Russell Simmons : lui-même
- Mariah Carey : Elle-même

## Autour du film
- Le film est dédié à Jam Master Jay qui participe au film et qui a été assassiné en 2002. Il est également dédié à la chanteuse Aaliyah, décédée en 2001, qui était la compagne de Damon Dash.
- Ironiquement, la réalité rejoindra la fiction car quelques années plus tard, Dame Dash et Jay-Z décideront de se séparer, après s'être longuement opposés par médias interposés. Dame Dash fondera sa propre compagnie alors que Jay-Z restera à la tête de Roc-A-Fella avant d'être président de Def Jam.
- Le film sert également à mettre en avant les produits de l'empire Roc-A-Fella à savoir la marque de streetwear Rocawear ainsi que la marque de vodka Armadale Vodka.